# Halim (nome)
Halim (in alfabeto arabo: حليم, anche Haleem, secondo la traslitterazione inglese) è un nome proprio di persona arabo maschile.

## Varianti
- Femminili: حليمة (Halīma)[3]

### Varianti in altre lingue
- Turco: Halim[1]
  - Femminili: Halime[3]

## Origine e diffusione
Riprende un vocabolo arabo che significa "paziente", "tollerante", lo stesso dei nomi Sabri e Paziente.
Nella tradizione islamica, الحليم (al-Ḥalīm, "il Tollerante") è uno dei 99 "bei nomi" di Allah (al-asmāʾ al-ḥusnā). Nella sua forma femminile, fu portato da Halima, una delle nutrici del profeta Maometto.

## Persone
- Halim Begaj, calciatore albanese
- Halim Ben Mabrouk, calciatore algerino

### Variante femminile Halima
- Halima bint Abi Dhu'ayb, nutrice di Maometto
- Halima Soussi, cestista francese
- Halima Begum, principessa anatolica

### Variante femminile Halime
- Halime Hatun, madre del sultano ottomano Osman I
- Halime Hatun, principessa anatolica e consorte del sultano ottomano Murad II
- Halime Sultan, consorte del sultano ottomano Mehmed III e madre di Mustafa I